# Biografisk film
En biografisk film, eller biopic (forkortelse for biographical motion picture), er en film, der skildrer og dramatiserer historiske eller levende personers liv. Biografiske film adskiller sig fra film "baseret på en sand historie" eller "historiske film", fordi de forsøger at fortælle hele hovedpersonens livshistorie på en forståelig måde, eller i det mindste de vigtigste år i livet for hovedpersonen.
Fordi karaktererne der bliver portrætterende er faktiske mennesker, hvis handlinger og egenskaber er kendt i offentligheden (eller i det mindste historisk dokumenteret), bliver biopic-roller betragtet som nogle af de mest krævende af skuespillere og skuespillerinder. Johnny Depp, Jim Carrey, og Jamie Foxx har alle vundet respekt som seriøse skuespillere efter hovedrollen i biopics: Depp som Edward D. Wood jr. i Ed Wood (1994), Carrey som Andy Kaufman i Man on the Moon (1999), og Foxx som Ray Charles i Ray (2004).
I sjældne tilfælde, undertiden kaldet auto biopics, er det den virkelige person som spiller sig selv, Jackie Robinson i The Jackie Robinson Story , Muhammad Ali i The Greatest, Audie Murphy i To Hell and Back, Patty Duke i Call Me Anna, Bob Mathias i Bob Mathias Story, Arlo Guthrie i Alices Restaurant, og Howard Stern i Private Parts.
I de tidlige biografiske film møder vi personer som Jesus af Nazareth, Napoleon, Florence Nightingale, Jeanne d'Arc og Peter den Store. Det første mesterværk af genren er den fem og en halv time lange franske stumfilm Napoléon instrueret af Abel Gance i 1927. 
Eksempler på danske biografiske film, Peter Sabroe-filmen Kampen mod uretten (1949) og filmatiseringen af Lise Nørgaards erindringer Kun en pige (1995).
| Film | Spire Denne filmartikel er en spire som bør udbygges. Du er velkommen til at hjælpe Wikipedia ved at udvide den. |